# Carlos Canache Mata
Carlos Canache Mata (23 de septiembre de 1927-Caracas, Venezuela, 25 de agosto de 2023) fue un político venezolano. Canache Mata sirvió como presidente de la Cámara de Diputados de Venezuela y fue uno de los principales dirigentes de Acción Democrática, siendo jefe de la fracción parlamentaria del partido.

## Carrera
Fue médico, abogado y escritor de profesión. Canache Mata se desempeñó como presidente de la Cámara de Diputados de Venezuela entre 1979 y 1982, además de gobernador del estado Anzoátegui y jefe de la fracción parlamentaria de Acción Democrática.

## Vida personal
Carlos estaba casado y tenía cuatro hijos.